# 山东省昌乐二中
山东省昌乐二中创办于1959年，位于山东省昌乐县，学校设有初中部和高中部，面向全省招生，学校占地面积260亩，建筑面积10万平方米。2013年以昌乐二中为基础成立了山东省二七一教育集团，集团拥有山东省昌乐二中、潍坊实验中学、潍坊市奎文实验初中、潍坊峡山双语学校等九所学校，赵丰平任集团总校长，张申任执行校长。目前，山东省昌乐二中在昌乐县城新建美加实验学校。

## 学校概况
山东省昌乐二中前身为昌乐县第五中学，创办于1959年7月。2002年，昌乐县人民政府与山东科文科技开发有限公司签约，由昌乐县人民政府提供师资，山东科文科技开发有限公司投资，在新城区建设新二中，学校办学体制由公办改为民办，新校名称为"山东省昌乐二中"。2004年7月，昌乐二中新校正式启用，总投资1.6亿元。学校现有师生员工14000余人。

### 特色教育
- 271教育：课堂时间20%学生自学，70%讨论学习，10%老师来讲。[2]
- 65千米远足拉练、体育节、美食节等。

### 校训
求是创新 至善唯真

### 校友
| - 刘世奇（中国矿业大学，低碳能源研究院，副研究员） - 刘和义（南京理工大学，材料学博士，副教授） | - 巩泉役 |